# Ґірінґ (родина)
Ґірінґ (англ. Gearing) — американська родина, представники трьох поколінь якої гідно служили у ВМС США.
Генрі Чалфант Ґірінґ (9 червня 1855 – 16 серпня 1926) народився в Пітсбурзі, штат Пенсильванія. Закінчив Морську академію США в 1876 році. У його перші роки Ґірінґ служив на різних кораблях ВМС, включаючи Лаккаванну, Тускарору та Ессекс. Він виходив у море, будучи у Військово-морській академії, та на борту корабля Ґлейшер. Після підвищення в 1905 році до звання командора Ґірінґ командував військово-морськими базами в Кавіте і Олонґапо на Філіппінах, до своєї відставки в 1909 році. Помер 16 серпня 1926 року в Шарлоттсвіллі, штат Вірджинія .
Генрі Чалфант Ґірінґ-молодший (22 січня 1887 – 24 лютого 1944) народився в Бостоні, штат Массачусетс, закінчив Морську академію в 1907 році. Служив на Каліфорнії, Іллінойсі та інших кораблях, окрім того командував довгим списком есмінців, серед них Вулсі, Доббін і Морі. Був призначений капітаном у 1934 році. Згодом він командував 4-ю ескадрою есмінців та військово-морською навчальною базою в Сан-Дієго, штат Каліфорнія, до своєї смерті 24 лютого 1944 року у військово-морському госпіталі Сан-Дієго.
Генрі Чалфант Ґірінґ III (16 серпня 1912 – 13 листопада 1942) народився у місті Вальєхо, штат Каліфорнія, і закінчив Військово-морську академію в 1935 році. Прослуживши на кількох кораблях молодшим офіцером, він вийшов у похід на Джуно в званні лейтенанта в 1942 р. і загинув разом зі своїм кораблем, торпедованим і потопленим у битві при Ґвадалканалі 13 листопада 1942 р.
USS Gearing (DD-710) був названий на честь цих трьох поколінь моряків військово-морського флоту США.